# 본스 (미국의 가수)
본스(BØRNS)는 미국의 싱어송라이터이다. 미시간주 그랜드 헤이븐 출신이다. 2014년 10월 데뷔 싱글 "10,000 Emerald Pools"를 발매했다.